# Área de Relevante Interesse Ecológico Seringal Nova Esperança
A Área de Relevante Interesse Ecológico Seringal Nova Esperança (ARIE-SNE) é uma unidade de conservação localizada nos municípios de Epitaciolândia e Xapuri, no estado do Acre, Brasil. Esta ARIE foi estabelecida com o propósito de proteger as castanheiras e seringueiras, representando uma estratégia importante para a preservação da biodiversidade e para a sociobiodiversidade na região.
Em 20 de agosto de 1999, por meio do Decreto Federal sem número, instituiu-se a Área de Relevante Interesse Ecológico Seringal Nova Esperança (ARIE S.N.E.). A razão para a criação da ARIE foi a necessidade de salvaguardar as castanheiras e seringueiras presentes na região, além de preservar os valores sociais e culturais da população local, que mantinha uma convivência harmoniosa com a natureza.
Inicialmente, a gestão da ARIE S.N.E. ficou a cargo do IBAMA, de 1999 a 2007, sendo posteriormente transferida para o Instituto Chico Mendes de Conservação da Biodiversidade (ICMBio). A transição ocorreu em meio a conflitos fundiários, sociais, institucionais e ambientais, que persistiram ao longo da existência da unidade.
Um estudo realizado sobre a ARIE S.N.E. indicou que a área alterada pela atividade humana na unidade cresceu de 10,43% em 1999 para 44,39% em 2014. Este dado evidencia a falta de efetiva implementação da ARIE, comparando-a às denominadas "unidades de conservação de papel". O estudo destaca a diversidade de interesses dos diversos agentes envolvidos na criação e implementação de unidades de conservação, o que dificulta a gestão dessas áreas e pode comprometer a estratégia de conservação da biodiversidade.
O objetivos sublinha a necessidade de analisar a gestão da ARIE desde suas intenções até os resultados alcançados, avaliando se ela tem cumprido os objetivos estabelecidos no decreto de criação e no Sistema Nacional de Unidades de Conservação (SNUC). Objetivos específicos incluem a análise do processo de criação, a situação fundiária, a evolução do desmatamento, a identificação dos agentes e conflitos na área, e a verificação da proteção dos atributos que motivaram a criação da UC.
A justificativa para a escolha da área de estudo inclui questões fundiárias, objetivos conflitantes, concessão de benefícios do poder público, elevada ocupação humana, insuficiência de recursos para a gestão da UC, conversão da área de floresta para outros usos, e possíveis comprometimentos da proteção das castanheiras e seringueiras.
O histórico da criação da ARIE remonta aos conflitos fundiários entre posseiros e o proprietário da Fazenda Nova Esperança na década de 90. Os moradores mobilizaram-se contra a derrubada da floresta e propuseram a criação da UC como forma de resolver o conflito e proteger a área. Embora a ARIE tenha sido criada em 1999, os conflitos persistiram ao longo dos anos, evidenciando desafios na gestão e implementação efetiva da unidade.

## Contexto e Objetivos
A criação de unidades de conservação, como a ARIE-SNE, é uma estratégia difundida globalmente para a preservação da biodiversidade. Este espaço foi criado com o objetivo específico de proteger as castanheiras e seringueiras, desempenhando um papel crucial na manutenção dessas espécies-chave para a ecologia local.

## Localização e Características
A ARIE-SNE abrange uma área nos municípios de Epitaciolândia e Xapuri. Sua localização estratégica a torna uma peça fundamental na preservação da biodiversidade na região. A ARIE-SNE está integralmente localizada no município de Epitaciolândia, Acre. O mapa esquemático das unidades de conservação do leste do estado do Acre a identifica como a número 4, destacando sua relevância na região. Sua área total abrange 2.576 hectares (6.370 acres).

## Objetivos de Conservação
Os objetivos principais da ARIE-SNE incluem:
- Preservação da Biodiversidade: Conservação de espécies nativas e manutenção da diversidade biológica.
- Conservação de Ecossistemas Únicos: Proteção de ecossistemas específicos presentes na área.
- Educação Ambiental: Promoção de atividades educacionais para aumentar a conscientização sobre a importância da conservação.

A principal finalidade da ARIE-SNE, conforme estabelecido no Decreto Federal s/n° de 20 de agosto de 1999 e no Sistema Nacional de Unidades de Conservação (SNUC), é proteger as castanheiras e seringueiras. Estas espécies desempenham um papel vital nos ecossistemas locais, e sua conservação contribui para a manutenção da diversidade biológica.

## Importância Ambiental
A Área de Relevante Interesse Ecológico Seringal Nova Esperança desempenha um papel crucial na manutenção do equilíbrio ambiental na região do Acre. Suas características únicas e a preservação das castanheiras e seringueiras contribuem para diversos aspectos ambientais, incluindo:

### Conservação da Biodiversidade
A ARIE-SNE é reconhecida pela sua rica biodiversidade, abrigando uma ampla variedade de espécies vegetais e animais. A preservação desse ecossistema contribui significativamente para a conservação de espécies ameaçadas e endêmicas, promovendo a diversidade genética e a estabilidade dos ecossistemas locais.

### Manutenção do Ciclo Hidrológico
A vegetação presente na área desempenha um papel fundamental na regulação do ciclo hidrológico local. As árvores, em especial as seringueiras, desempenham um papel importante na absorção de água do solo, ajudando na prevenção de enchentes e contribuindo para a manutenção dos recursos hídricos.

### Sequestro de Carbono
A cobertura vegetal da ARIE-SNE desempenha um papel crucial no sequestro de carbono atmosférico. A preservação das árvores e plantas nativas contribui para a redução dos níveis de dióxido de carbono na atmosfera, auxiliando no combate às mudanças climáticas.

### Preservação Cultural
Além de seu valor ecológico, a ARIE-SNE também tem relevância cultural. A preservação das castanheiras e seringueiras está ligada à história e tradições locais, desempenhando um papel na sustentabilidade das comunidades que dependem desses recursos naturais.

### Educação Ambiental
A área serve como um laboratório natural para estudos e pesquisas, oferecendo oportunidades para a educação ambiental. Pesquisadores, estudantes e comunidades locais podem aprender sobre ecologia, conservação e práticas sustentáveis, contribuindo para a conscientização ecológica.
Em resumo, a Área de Relevante Interesse Ecológico Seringal Nova Esperança não apenas preserva a biodiversidade única da região, mas também desempenha um papel fundamental na promoção da sustentabilidade ambiental e cultural. O manejo responsável e a proteção contínua são essenciais para garantir que esses benefícios se perpetuem para as gerações futuras.

## Análise da Gestão
Um estudo abrangente foi conduzido para analisar a gestão da ARIE-SNE, desde as intenções que levaram à sua criação até os resultados alcançados. Documentos, relatórios de monitoramento, estudos socioeconômicos, e mapas de uso e cobertura do solo foram utilizados para avaliar a eficácia da ARIE-SNE em cumprir seus objetivos.
Análise da Gestão da Área de Relevante Interesse Ecológico Seringal Nova Esperança (ARIE-SNE)
A eficácia da gestão de uma área de relevante interesse ecológico como a ARIE-SNE é fundamental para garantir a preservação ambiental a longo prazo e a promoção do desenvolvimento sustentável. Alguns aspectos-chave relacionados à gestão da ARIE-SNE:

### 1. Estratégias de Conservação
A gestão da ARIE-SNE deve incorporar estratégias eficazes de conservação para garantir a proteção adequada da biodiversidade local. Isso envolve a implementação de políticas que limitem atividades humanas prejudiciais, como desmatamento e caça ilegal, e promovam práticas sustentáveis.

### 2. Envolvimento da Comunidade
A gestão bem-sucedida de áreas de relevante interesse ecológico muitas vezes depende do envolvimento ativo das comunidades locais. É crucial estabelecer parcerias colaborativas, promover a educação ambiental e fornecer incentivos para que as comunidades participem ativamente da preservação da área.

### 3. Monitoramento Ambiental
A implementação de sistemas eficientes de monitoramento ambiental é essencial. Isso inclui o acompanhamento regular da biodiversidade, a qualidade da água, as atividades humanas e outros fatores que possam impactar o ecossistema. A utilização de tecnologias inovadoras, como sensoriamento remoto e análise de dados geoespaciais, pode aprimorar significativamente o monitoramento.

### 4. Manejo Sustentável
A gestão da ARIE-SNE deve incluir práticas de manejo sustentável que permitam a coexistência harmoniosa entre as atividades humanas e a conservação ambiental. Isso pode envolver a promoção de técnicas agrícolas sustentáveis, o manejo cuidadoso de recursos naturais e a implementação de políticas que incentivem práticas sustentáveis.

### 5. Financiamento e Recursos
A alocação adequada de recursos financeiros e humanos é crucial para a gestão eficaz da ARIE-SNE. Garantir financiamento contínuo para atividades de conservação, manutenção de infraestrutura e investimentos em programas de educação ambiental é vital para o sucesso a longo prazo.

### 6. Parcerias Institucionais
Colaborações entre entidades governamentais, organizações não governamentais, comunidades locais e instituições de pesquisa são fundamentais. Parcerias eficazes podem facilitar o intercâmbio de conhecimentos, recursos e experiências, fortalecendo a capacidade de gestão da ARIE-SNE.
Em última análise, a gestão da ARIE-SNE deve ser adaptativa, incorporando feedback contínuo, aprendizado e ajustes para enfrentar desafios emergentes. A sustentabilidade a longo prazo da área depende do comprometimento de todas as partes interessadas e da implementação de práticas de gestão eficazes.

## Resultados
Os resultados da análise indicam que a área antropizada da ARIE cresceu significativamente desde a sua criação em 1999 até 2014, representando um desafio para a efetiva implementação da unidade de conservação. Conclui-se que a ARIE-SNE atualmente enfrenta desafios significativos, e uma decisão institucional sobre seu futuro deve ser considerada.